# Ilhas Cayman nos Jogos Olímpicos de Verão de 2012
As Ilhas Cayman participaram dos Jogos Olímpicos de Verão de 2012, que aconteceram na cidade de Londres, no Reino Unido, de 27 de julho até 12 de agosto de 2012.

## Atletismo
Masculino
| Atleta        | Evento              | Eliminatória | Eliminatória | Quarto de final | Quarto de final | Semifinal   | Semifinal   | Final       | Final       |
| Atleta        | Evento              | Resultado    | Posição      | Resultado       | Posição         | Resultado   | Posição     | Resultado   | Posição     |
| ------------- | ------------------- | ------------ | ------------ | --------------- | --------------- | ----------- | ----------- | ----------- | ----------- |
| Ronald Forbes | 110 m com barreiras | 14.21        | 8            | —               | —               | Não avançou | Não avançou | Não avançou | Não avançou |
| Kemar Hyman   | 100 m               | Bye          | Bye          | 10.16           | 4 q             | DNS         | DNS         | Não avançou | Não avançou |

Feminino
| Atleta             | Evento | Eliminatória | Eliminatória | Semifinal   | Semifinal   | Final       | Final       |
| Atleta             | Evento | Result       | Rank         | Result      | Rank        | Result      | Rank        |
| ------------------ | ------ | ------------ | ------------ | ----------- | ----------- | ----------- | ----------- |
| Cydonie Mothersill | 200 m  | DNS          | DNS          | Não avançou | Não avançou | Não avançou | Não avançou |

## Natação
Masculino
| Atletas       | Evento      | Eliminatórias | Eliminatórias | Semifinal   | Semifinal   | Final       | Final       |
| Atletas       | Evento      | Tempo         | Posição       | Tempo       | Posição     | Tempo       | Posição     |
| ------------- | ----------- | ------------- | ------------- | ----------- | ----------- | ----------- | ----------- |
| Brett Fraser  | 50 m livre  | 22s91         | 32º           | Não avançou | Não avançou | Não avançou | Não avançou |
| Brett Fraser  | 100 m livre | 48s54         | 6º Q          | 48s92       | 14º         | Não avançou | Não avançou |
| Shaune Fraser | 100 m livre | 48s99         | 16º Q         | 49s07       | 15º         | Não avançou | Não avançou |